# Shortsville
Shortsville és una població dels Estats Units a l'estat de Nova York. Segons el cens del 2000 tenia 1.320 habitants.

## Demografia
Segons el cens del 2000, Shortsville tenia 1.320 habitants, 508 habitatges, i 368 famílies. La densitat de població era de 796,3 habitants per km².
Dels 508 habitatges en un 35,6% hi vivien nens de menys de 18 anys, en un 57,3% hi vivien parelles casades, en un 10,6% dones solteres, i en un 27,4% no eren unitats familiars. En el 21,3% dels habitatges hi vivien persones soles el 8,7% de les quals corresponia a persones de 65 anys o més que vivien soles. El nombre mitjà de persones vivint en cada habitatge era de 2,58 i el nombre mitjà de persones que vivien en cada família era de 3,02.
Per edats la població es repartia de la següent manera: un 25,6% tenia menys de 18 anys, un 6,5% entre 18 i 24, un 32,3% entre 25 i 44, un 24,7% de 45 a 60 i un 10,9% 65 anys o més.
L'edat mediana era de 37 anys. Per cada 100 dones de 18 o més anys hi havia 96,8 homes.
La renda mediana per habitatge era de 44.432 $ i la renda mediana per família de 51.023 $. Els homes tenien una renda mediana de 32.650 $ mentre que les dones 24.886 $. La renda per capita de la població era de 20.440 $. Entorn del 2,4% de les famílies i el 4,3% de la població estaven per davall del llindar de pobresa.